# Perizoma basiplaga
Perizoma basiplaga är en fjärilsart som beskrevs av William Schaus 1901. Perizoma basiplaga ingår i släktet Perizoma och familjen mätare. Inga underarter finns listade i Catalogue of Life.